# Colonard-le-Buisson
Colonard-le-Buisson era una comuna francesa que estaba situada en el departamento de Orne, de la región de Normandía, que en 1959 se fusionó con la comuna de Corubert, formando la comuna de Colonard-Corubert.

## Historia
La comuna se llamó Colonard hasta 1932.
- En 1812 absorbe la comuna de Saint-Hilaire-des-Noyers.[2]
- En 1823 absorbe la comuna de Courthioust.[2]

## Demografía
| Gráfica de evolución demográfica de Colonard-le-Buisson entre 1800 y 1954 |
|                                                                           |

Los datos demográficos contemplados en este gráfico se han cogido de la página francesa EHESS/Cassini.